# Julien Sibony
Pour les articles homonymes, voir Sibony.
Julien Sibony est un scénariste et producteur français.

## Biographie
Il étudie à l'École internationale bilingue avant d'être diplômé de la promotion 2004 de l'ESCP. Il collabore ensuite avec Philippe Haïm, Hugo Gélin et Philippe Lioret. Il est co-scénariste avec Hélène Lombard de la websérie Il revient quand Bertrand ?, diffusée sur Arte qui remporte une dizaine de prix dans les festivals internationaux, dont celui de la meilleure comédie au Seattle WebFest en 2016.
Il enseigne l’écriture audiovisuelle au MS Médias de l'ESCP .

## Filmographie
Cinéma
- 2006 : Secret défense, de Philippe Haïm
- 2016 : Le Fils de Jean, de Philippe Lioret
- 2019 : Selfie, de Tristan Aurouet, Cyril Gelblat, Thomas Bidegain, Marc Fitoussi et Vianney Lebasque[3],[4]

Théâtre
- 2016 : Je vais voir quelqu'un, Festival des mises en capsules
- 2019 : La trottinette, Festival des mises en capsules

Websérie
- 2016 : Il revient quand Bertrand ? co-écrit avec Hélène Lombard, réalisé par Guillaume Crémonèse
- 2021 : Broute (non crédité)
- 2025 : Le Sens des choses (non crédité)